# Void-Vacon

Void-Vacon este o comună în departamentul Meuse din nord-estul Franței. În 2010 avea o populație de 1.668 de locuitori.

## Evoluția populației
| An        | 1975  | 1982  | 1990  | 1999  | 2006  | 2010  |
| --------- | ----- | ----- | ----- | ----- | ----- | ----- |
| Populație | 1.200 | 1.457 | 1.622 | 1.573 | 1.648 | 1.668 |